# Epaphra valga
Epaphra valga là một loài bọ cánh cứng trong họ Cerambycidae.